# Нью-Ки
Нью-Ки́ (англ. New Quay, валл. Cei Newydd — «Новый порт») — маленький прибрежный город в графстве Кередигион, Уэльс, Великобритания, с населением около 1200 человек. Расположен на берегу залива Кардиган. Имеет бухту и большой песчаный пляж, поэтому является популярным курортом для сёрфинга и рыбалки.

## Туризм и достопримечательности

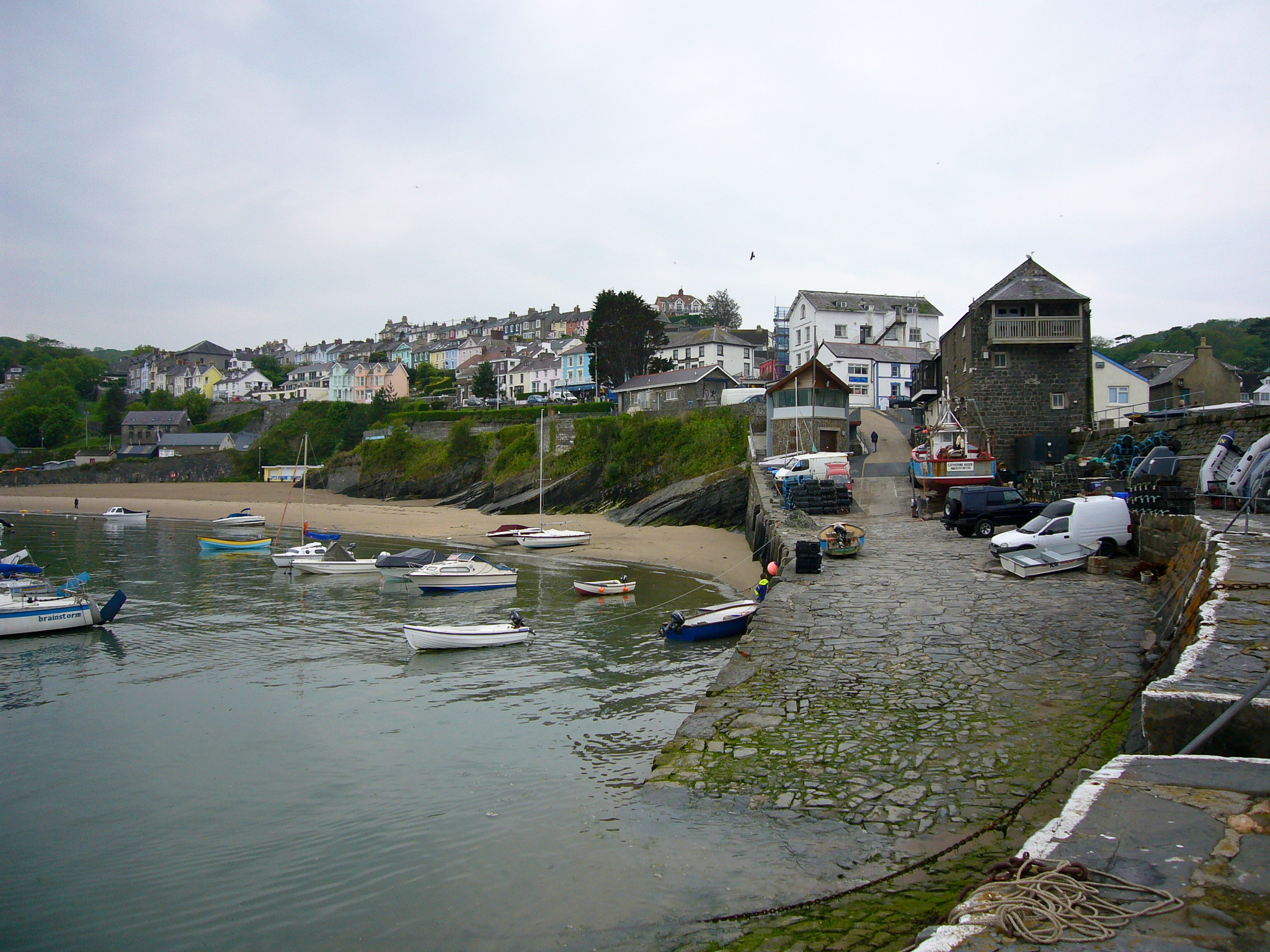
Вид на город и гавань

Ключевыми достопримечательностями для отдыхающих являются живописная гавань и песчаный берег, а также как возможность увидеть популяцию дельфинов-бутылконосов, которая водится в заливе Кардиган. В городе есть центр наследия и морской центр дикой природы, а также обычная коллекция магазинов и ресторанов. Недалеко от Нью-Ки есть самая большая в Уэльсе пасека, на которой можно приобрести мёд, медовуху и пчелиный воск. Вокруг города расположены парки и стоянки фургонов.
Ежегодная регата по заливу Кардиган проводится с 1870-х годов и сейчас так же включает прибрежные соревнования (плавание, греблю и т. д.) и гонки на шлюпках и крейсерах.
В дополнение к туристическому бизнесу население занято ловлей и обработкой рыбы.

## Местные средства

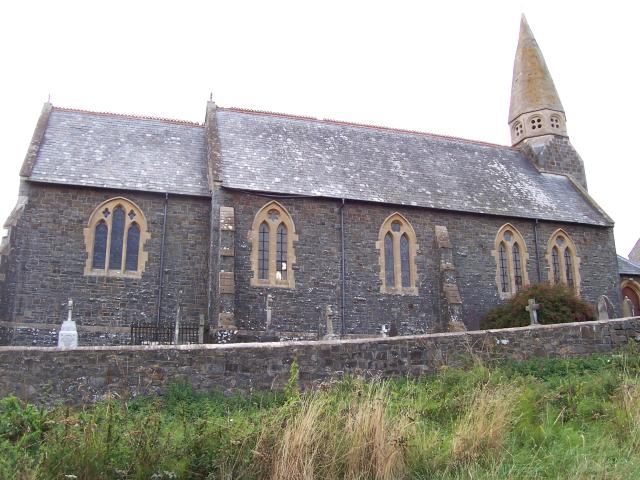
Церковь в Нью-Ки

Помимо магазинов, банков, ресторанов и пабов в Нью-Ки есть большая начальная школа, хирургия и небольшое отделение библиотеки округа.
У города также есть пожарное депо и станция RNLI с двумя спасательными шлюпками.
Общественный транспорт обеспечивает регулярное сообщение с Аберайроном, Кардиганом и Аберистуитом.

## Связи с Диланом Томасом
Нью-Ки одно из немногих мест в Уэльсе, связанных с писателем Диланом Томасом, который жил здесь с сентября 1944 года до мая 1945 года. Соответственно, город считается прототипом деревни Llareggub из прозаического произведения Томаса «Под сенью молочного леса».
Большая часть фильма «Запретная любовь» снималась в окрестностях Нью-Ки. В фильме рассказывается о Дилане Томасе, его жене, Кейтлин Макнамара, и об их друзьях, супружеской паре Килликов..
Город пользуется связью с Диланом Томасом, чтобы привлечь туристов.